# Portuninae
De Portuninae zijn een onderfamilie van krabben (Brachyura) uit de familie Portunidae.

## Geslachten
De Portuninae omvatten de volgende geslachten:
- Achelous De Haan, 1833
- Arenaeus Dana, 1851
- Atoportunus Ng & Takeda, 2003
- Callinectes Stimpson, 1860
- Carupella Lenz in Lenz & Strunck, 1914
- Cavoportunus T. S. Nguyen & Ng, 2010
- Cycloachelous Ward, 1942
- Lupella Rathbun, 1897
- Portunus Weber, 1795
- Sanquerus Manning, 1989
- Scylla De Haan, 1833

### Uitgestorven
- Acanthoportunus  †  Schweitzer & Feldmann, 2002
- Colneptunus  †  Lőrenthey,
- Pseudoachelous  †  Portell & Collins, 2004
- Rathbunella  †  Collins, 2009